# Kuala Lumpur

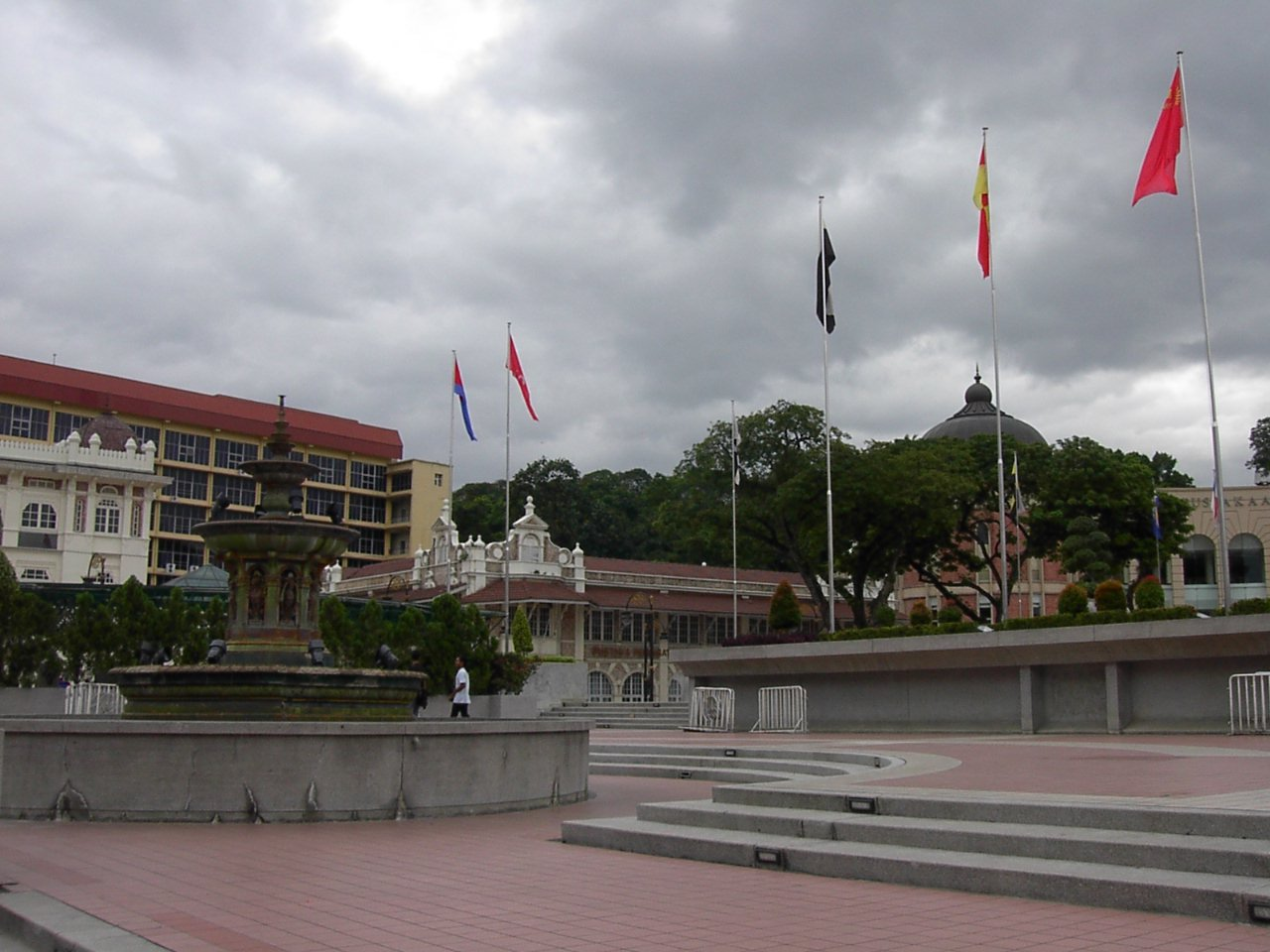
Plac Dataram Merdeka

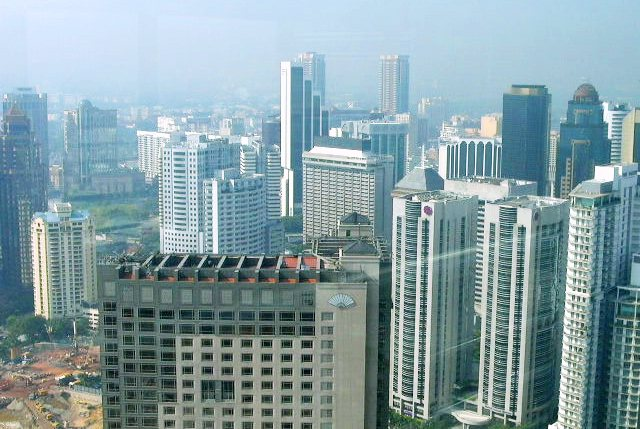
Widok na centralną część Kuala Lumpur z powietrznego mostu między wieżami Petronas Towers

Kuala Lumpur (z malajskiego „błotniste ujście”) – stolica Malezji, licząca razem z przedmieściami ponad 7 milionów mieszkańców.
Kuala Lumpur jest siedzibą parlamentu Malezji. Miasto było niegdyś siedzibą władzy wykonawczej i sądowniczej oddziałów rządu federalnego, ale przeniosły się one do Putrajaya w 1999. Niektóre sekcje sądownictwa pozostały w stolicy. Oficjalna rezydencja króla Malezji, Istana Negara, znajduje się również w Kuala Lumpur. Oceniane jest jako metropolia globalna (Alfa). Kuala Lumpur jest kulturalnym, finansowym i gospodarczym centrum Malezji, posiadającym kilka z największych centrów handlowych na świecie.
Miasto Kuala Lumpur jest położone w granicach Federalnego Terytorium Kuala Lumpur i jest jednym z trzech terytoriów federalnych Malezji. Jest to enklawa w stanie Selangor, na centralnym zachodnim wybrzeżu Półwyspu Malajskiego. Mieszkańcy miasta są potocznie nazywani KLites.
Od 1990 roku miasto gościło wiele międzynarodowych imprez sportowych, politycznych i kulturalnych, w tym Igrzyska Wspólnoty Narodów 1998 i zawody Formuły 1. Ponadto, Kuala Lumpur jest siedzibą najwyższych bliźniaczych budynków na świecie, Petronas Towers, które stały się charakterystycznym symbolem rozwoju Malezji.
W 2018 roku Kuala Lumpur odwiedziło 13,53 mln turystów z całego świata – było siódmym najczęściej odwiedzanym miastem na świecie.

## Historia

### Okres kolonialny
Gdy w roku 1857 radża Abdullah z rodziny władców królestwa Selangor otworzył dolinę Klang do zamieszkania, u zbiegu rzek Gombak i Kelang osiedliło się 87 chińskich pracowników pobliskich kopalni cyny. Mimo iż 69 z nich zmarło z powodu chorób i trudnych warunków, osada przetrwała. Wkrótce pojawili się handlarze, którzy wymieniali żywność i ubrania za cynę. Założono pierwsze sklepy i prowadzono cotygodniowe targi.
Wraz z rozwojem osady Brytyjczycy ustanowili stróżów, mających pilnować porządku. Pierwszym kapitanem był Hiu Siew. Osada szybko przerodziła się w główny ośrodek miejski Selangoru i jedno z ważniejszych miejsc wydobycia cyny w Malezji. Kolejny kapitan, Yap, zachęcał do osiedlania się na pobliskich terenach farmerów, aby zapewnić miastu stałe źródło żywności. W 1881 roku pożar poważnie zniszczył miasto. Podczas odbudowy używano głównie cegieł, aby uniknąć podobnego wypadku w przyszłości. Kapitan Yap założył także pierwsze w Malezji szkoły publiczne i schroniska dla bezdomnych. Niedługo po tym zezwolono na budowę pierwszych kasyn i barów, w których sprzedawano alkohol. W 1882 roku sir Frank Swettenham uczynił Kuala Lumpur siedzibą brytyjskich władz w Malezji.
Podczas II wojny światowej od 11 stycznia 1942 roku przez 44 miesiące okupowane przez Japończyków.

### Czasy niezależności Malezji
Gdy w 1957 roku Federacja Malajów ogłosiła niepodległość, miasto utrzymało status stolicy. Podobnie było w roku 1963, kiedy Federacja Malajów zmieniła nazwę na Federację Malezji. Na stadionie Mardeka (zwanym także Stadionem Niepodległości) pierwszy malezyjski premier, Tunku Abdul Rahman, ogłaszał przed tłumem niepodległość Malezji.
W 1974 roku miasto zostało wydzielone ze stanu Selangor i utworzyło odrębny dystrykt Kuala Lumpur.

### Współczesność
Obecnie Kuala Lumpur to jedno z najszybciej rozwijających się miast Azji Południowo-Wschodniej, z przyrostem gospodarczym powyżej 10% w skali rocznej. Nad centralną dzielnicą miasta wznoszą się wysokie i nowoczesne wieżowce. Miasto boryka się jednak z poważnymi problemami komunikacyjnymi i mimo wybudowania kilku obwodnic ruch kołowy paraliżowany jest przez korki. System transportu publicznego również nie jest rozwinięty należycie do potrzeb miasta.
Miasto rozbudowywane jest bez ładu architektonicznego. Obok centralnej dzielnicy miasta z autostradami i wieżowcami, znajdują się dzielnice zamieszkane przez Chińczyków z tradycyjnymi domami i wąskimi uliczkami.
Najbardziej znaną ulicą miasta jest Dataran Merdeka, przy której znajduje się gmach Sądu Najwyższego i odbywają się coroczne uroczystości z okazji dnia niepodległości Malezji, transmitowane przez telewizję na cały kraj. W 2003 roku święto niepodległości obchodzono również na ulicy Putrajaya.
Architektów zachęca się do łączenia tradycyjnych stylów azjatyckich i nowoczesności. W taki sposób powstały będące dumą Kuala Lumpur wieżowce: Dayabumi Building (pierwszy drapacz chmur w Malezji), Tabung Haji Building, Menara Telecom (powstały dzięki pracy lokalnego architekta Hijjasa Kasturi) i znane na całym świecie bliźniacze wieżowce Petronas Towers.

## Geografia
Geografia Kuala Lumpur charakteryzuje dużą doliną znaną jako Dolina Klang. Dolina jest otoczona górami Titiwangsa na wschodzie, kilka łańcuchów drobnych na północy i na południu i Cieśniną Malakka na zachodzie. Kuala Lumpur jest malajskim terminem, który można przetłumaczyć jako "błotnisty zbieg", gdyż znajduje się u zbiegu rzek Klang i Gombak.
Położony w centrum stanu Selangor, Kuala Lumpur był wcześniej pod władzą rządu Selangor. W roku 1974, Kuala Lumpur był oddzielony od Selangor, tworząc pierwsze Federalne Terytorium regulowane bezpośrednio przez malezyjski rząd federalny. Jego położenie na zachodnim wybrzeżu Półwyspu Malajskiego, który ma szersze równiny niż na wschodnim wybrzeżu, przyczynił się do jej szybszego rozwoju w stosunku do innych miast w Malezji.
Miasto zajmuje powierzchnię 243 km², o średniej wysokości 22 m.

### Klimat i pogoda
Chronione przez góry Titiwangsa na wschodzie i indonezyjską wyspę Sumatra na zachodzie, Kuala Lumpur ma klimat równikowy (według Köppena), który jest ciepły i słoneczny, a także obfituje w opady deszczu, zwłaszcza w sezonie monsunowym od października do marca. Temperatury często pozostają stałe. Maksymalne oscylują między 31 i 33 °C i nie przekraczają 37,2 °C, a minimalne między 22 a 23,5 °C i nie spadają poniżej 17,7 °C. Opady w Kuala Lumpur wynoszą 2266 mm deszczu rocznie; czerwiec i lipiec to stosunkowo suche miesiące, wtedy zwykle opady przekroczą 120 mm na miesiąc. 
Powódź jest częstym zjawiskiem w Kuala Lumpur, ze względu na intensywne ulewy, zwłaszcza w centrum miasta i na terenach położonych poniżej. Również cząstki pyłu z pożarów lasów z pobliskiej Sumatry czasem powodują smog nad regionem. Jest to główne źródło zanieczyszczenia w mieście wraz z emisją spalin, z pojazdów silnikowych i prac budowlanych.

## Gospodarka
Główne gałęzie gospodarki przynoszące największy zysk Kuala Lumpur:
- przemysł elektroniczny i elektrotechniczny
- badania naukowe i rozwój nowoczesnych technologii
- produkcja maszyn, włókien i odzieży
- przemysł chemiczny
- bankowość, finanse i rozliczeniowość

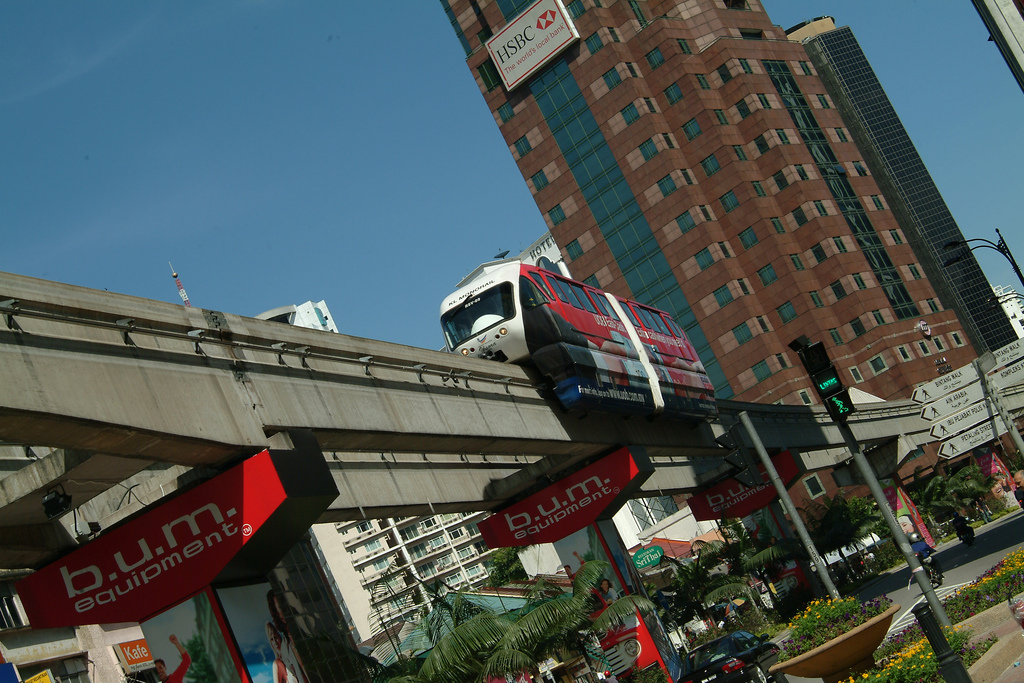
"KL Monorail" - prawie dziewięciokilometrowa kolejka z jedenastoma stacjami, uruchomiona w 2003 roku

- turystyka

## Transport
Miasto obsługuje największy w Malezji Międzynarodowy Port Lotniczy Kuala Lumpur. Port jest połączony z centrum kolejką KLIA Ekspres. Poprzednio miasto było obsługiwane przez lotnisko w Subang Jaya. Według badań wykonanych przez firmę OAG od lutego 2017 do lutego 2018 roku między Kuala Lumpur a Singapurem linie lotnicze uruchomiły 28 887 lotów, ustanawiając to najbardziej ruchliwą trasą międzynarodową na świecie.
Korki, szczególnie uciążliwe w godzinach szczytu, skutecznie blokują całe miasto. W ostatnim czasie wybudowano cztery kolejki miejskie. Są to Putra LRT, Star LRT, Koleje Kuala Lumpur i KTM Komuter.
Największym dworcem autobusowym przez wiele lat był terminal na ulicy Puduraya. Obecnie, ustąpił on miejsca nowo wybudowanemu dworcowi Imbi, przy ulicy Pasar Rakyat. Został on ukończony w styczniu 2004 roku.

## Atrakcje turystyczne

### W mieście
- Petronas Towers to najbardziej znane budowle w mieście, jedne z najwyższych na świecie.
- W Petronas Towers mieści się największy dom handlowy Malezji, Suria KLCC.
- Menara Kuala Lumpur to najwyższa wieża telekomunikacyjna w mieście, zbudowana w Bukit Nanas.
- Lake Gardens to 92 - hektarowe ogrody, znajdujące się w okolicy Malezyjskiego Parlamentu. Dzielą się na Motyli Park, Jeleni Park, Ogród Orchidei, Ogród Hibiskusa i największy w Południowo-Wschodniej Azji Park Ptaszarski.
- Stadium Merdeka to miejsce gdzie 31 sierpnia 1957 roku ogłoszono niepodległość Malezji.
- Dataran Merdeka to plac również związany z ogłoszeniem niepodległości kraju. Znajduje się tu siedziba Royal Selangor Club, a także budynek Sultan Abdul Samad Building.
- Stacja Kolejowa Kuala Lumpur została zbudowana w 1911 roku przez brytyjskich architektów. Obecnie nadal pełni swoją funkcję jako węzeł kolejowy.
- Muzeum Negara to główne muzeum w Malezji.
- Masjid Negara to meczet, zbudowany w 1965 roku w postmodernistycznym stylu.
- Tugu Negara to pomnik upamiętniający zabitych Malezyjczyków podczas japońskiej okupacji czy protestach antybrytyjskich.
- Największe chińskie sklepy znajdują się w tutejszym chinatown, czyli przy ulicy Petaling.
- Największe chińskie festiwale odbywają się w okolicach świątyni Thean Hou, na Wzgórzu Robson.
- Lokalne potrawy są sprzedawane po okazyjnych cenach przy ulicy Jalan Alor.
- W mieście znajduje się tor Formuły 1, na którym w latach 1999-2017 rozgrywany był wyścig o Grand Prix Malezji.
- Od 2010 roku corocznie, rozgrywany jest tam turniej tenisowy kobiet, BMW Malaysian Open

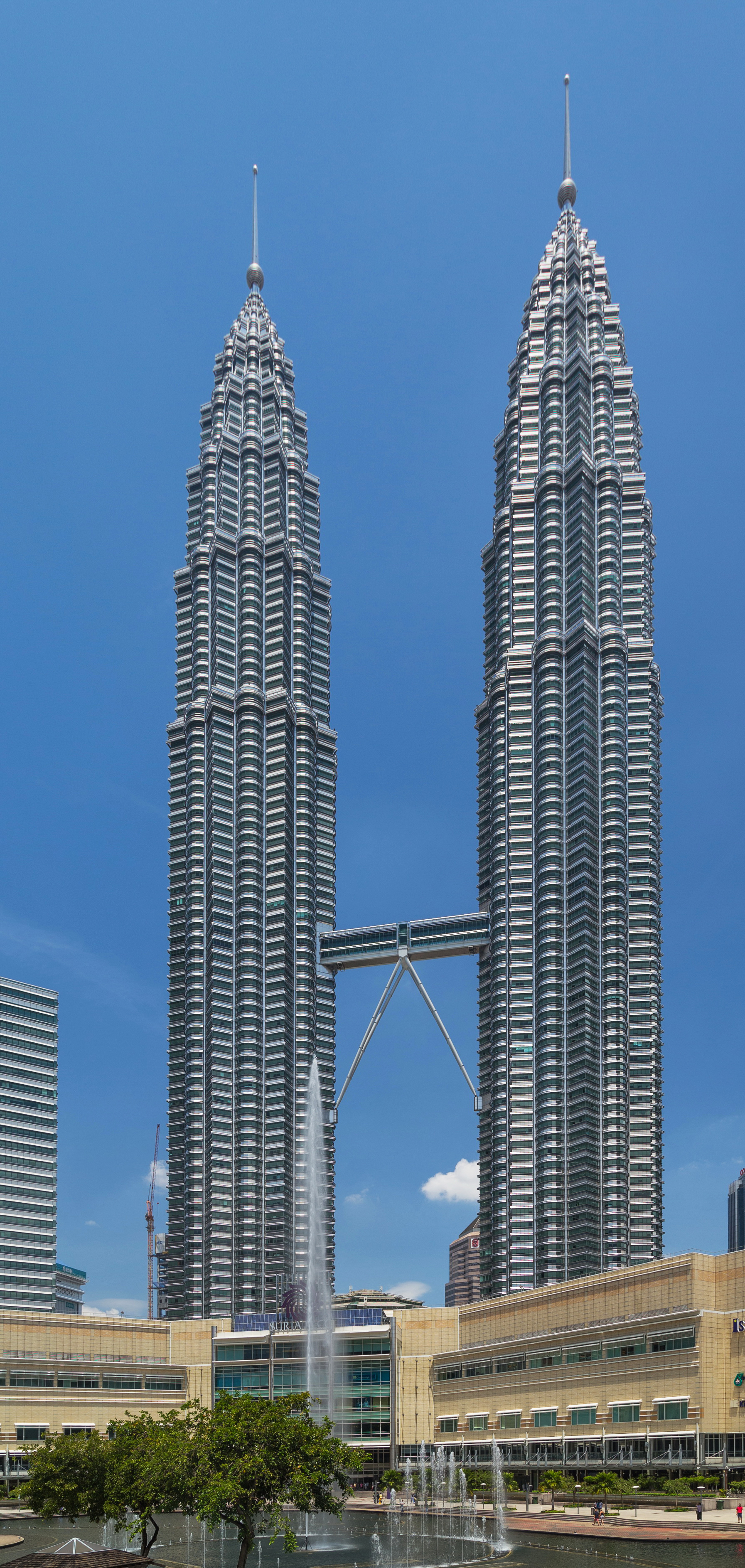
Petronas Towers
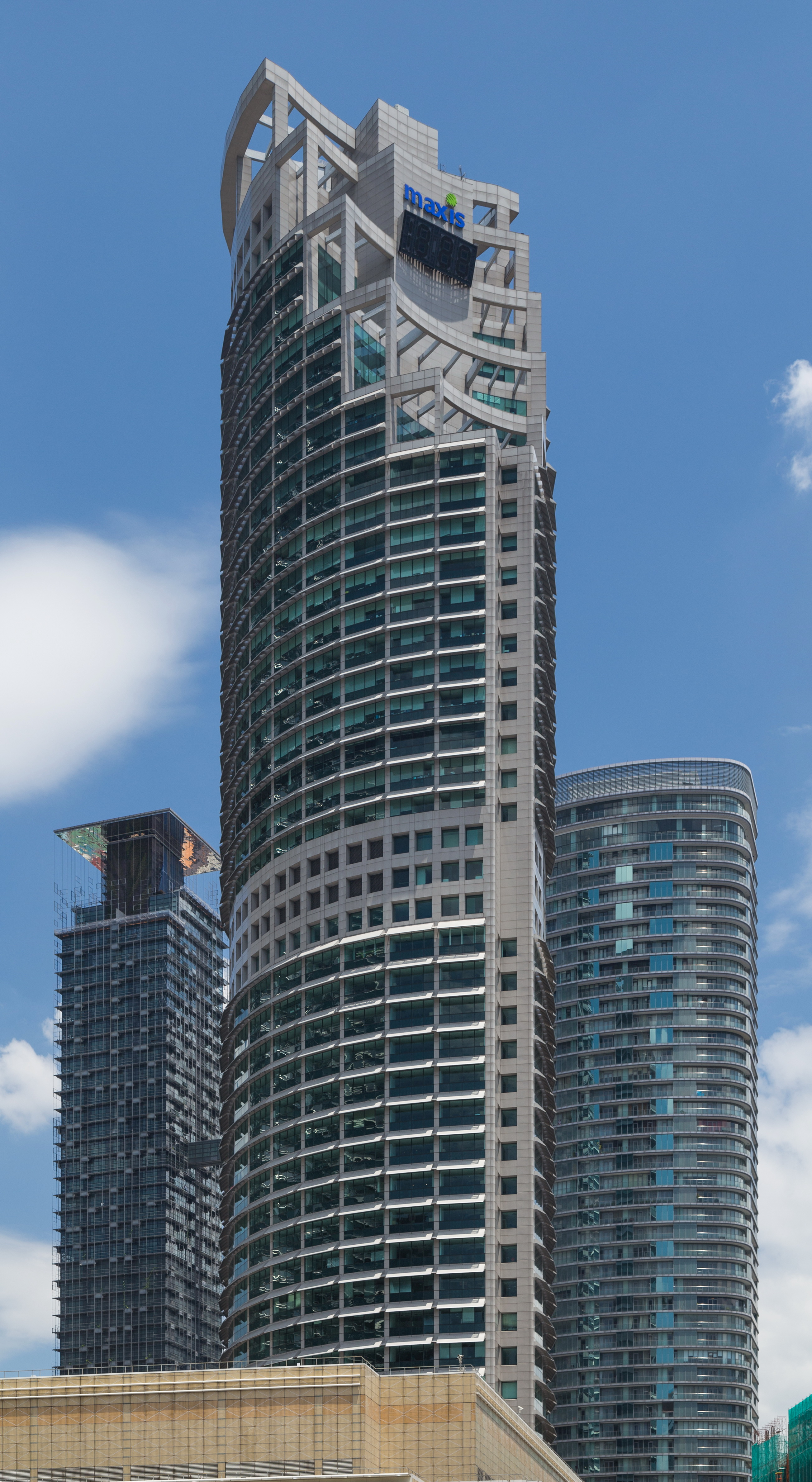
Menara Maxis (Wieża Maxis)
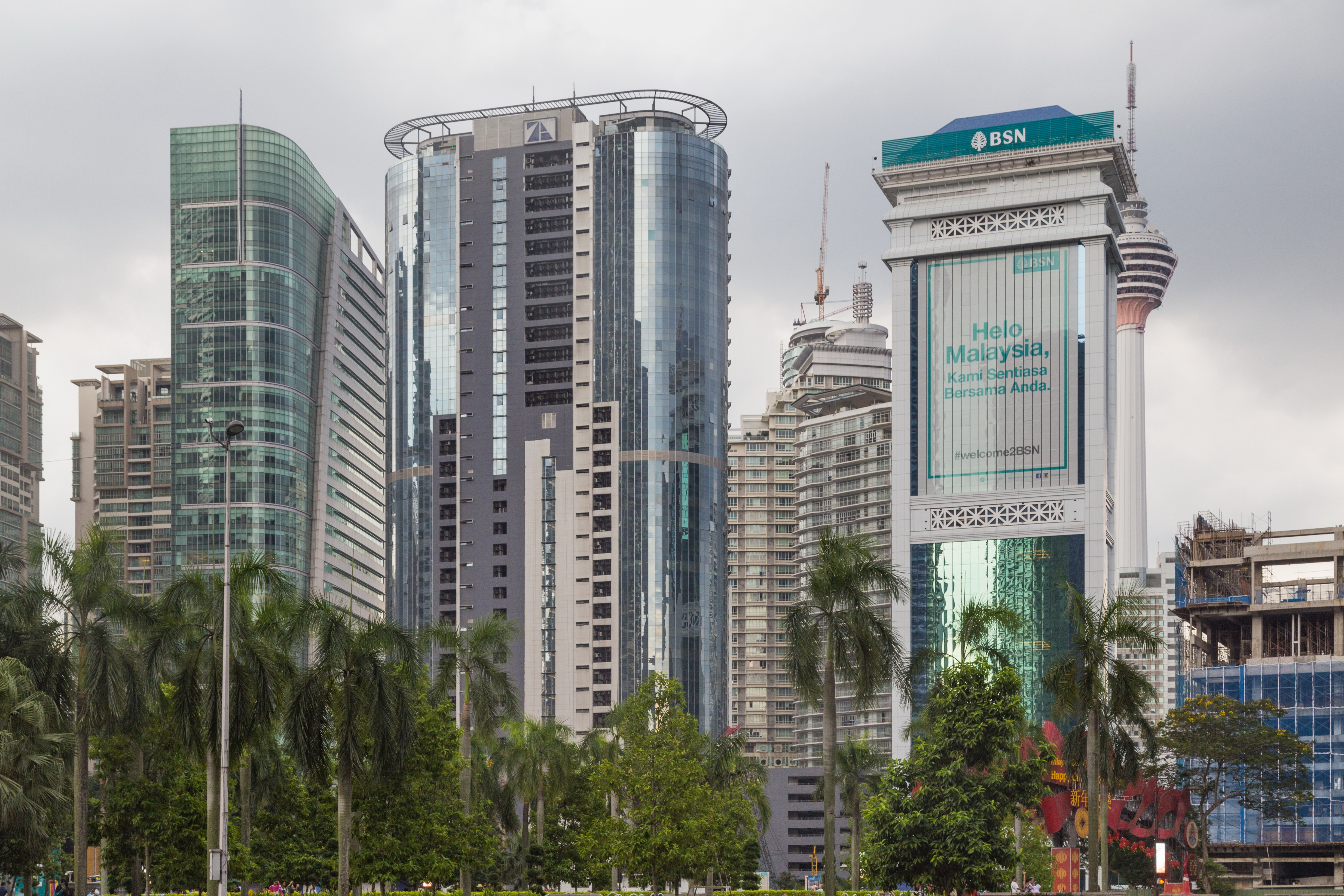
Wieżowce w dzielnicy biznesowej KLCC
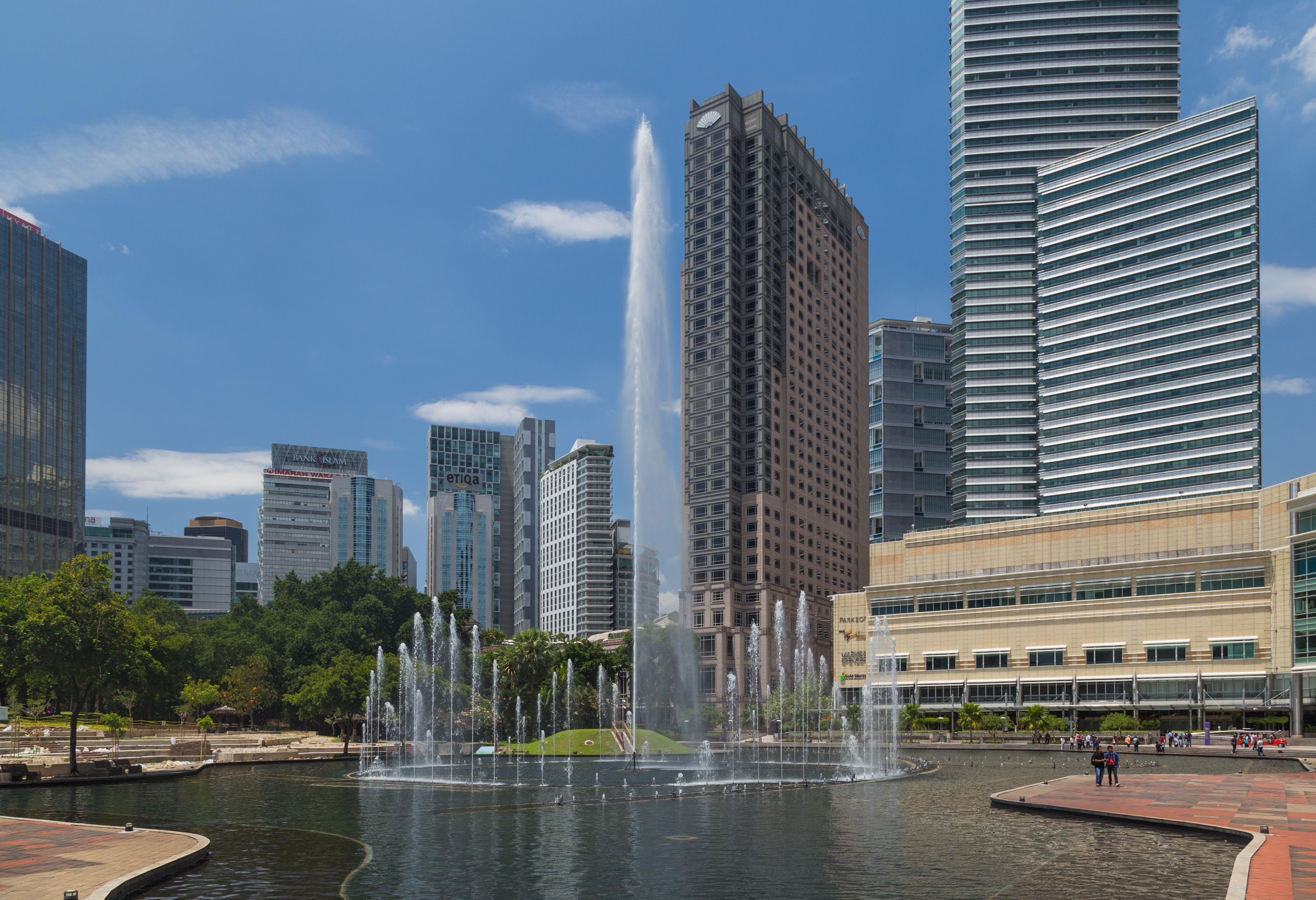
Fontanna na jeziorze Symphony
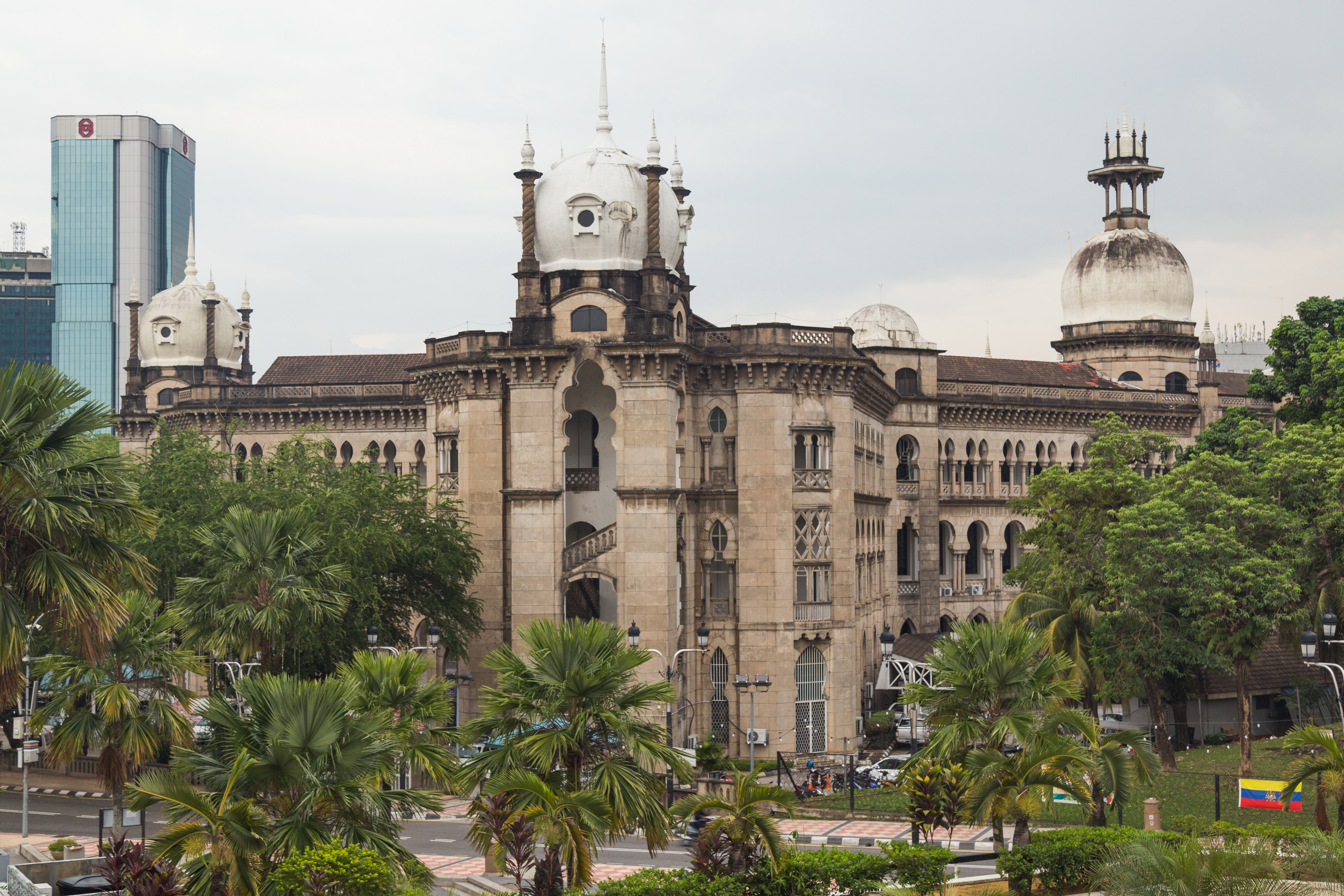
Siedziba główna Keretapi Tanah Melayu (Kolei Malajskich)
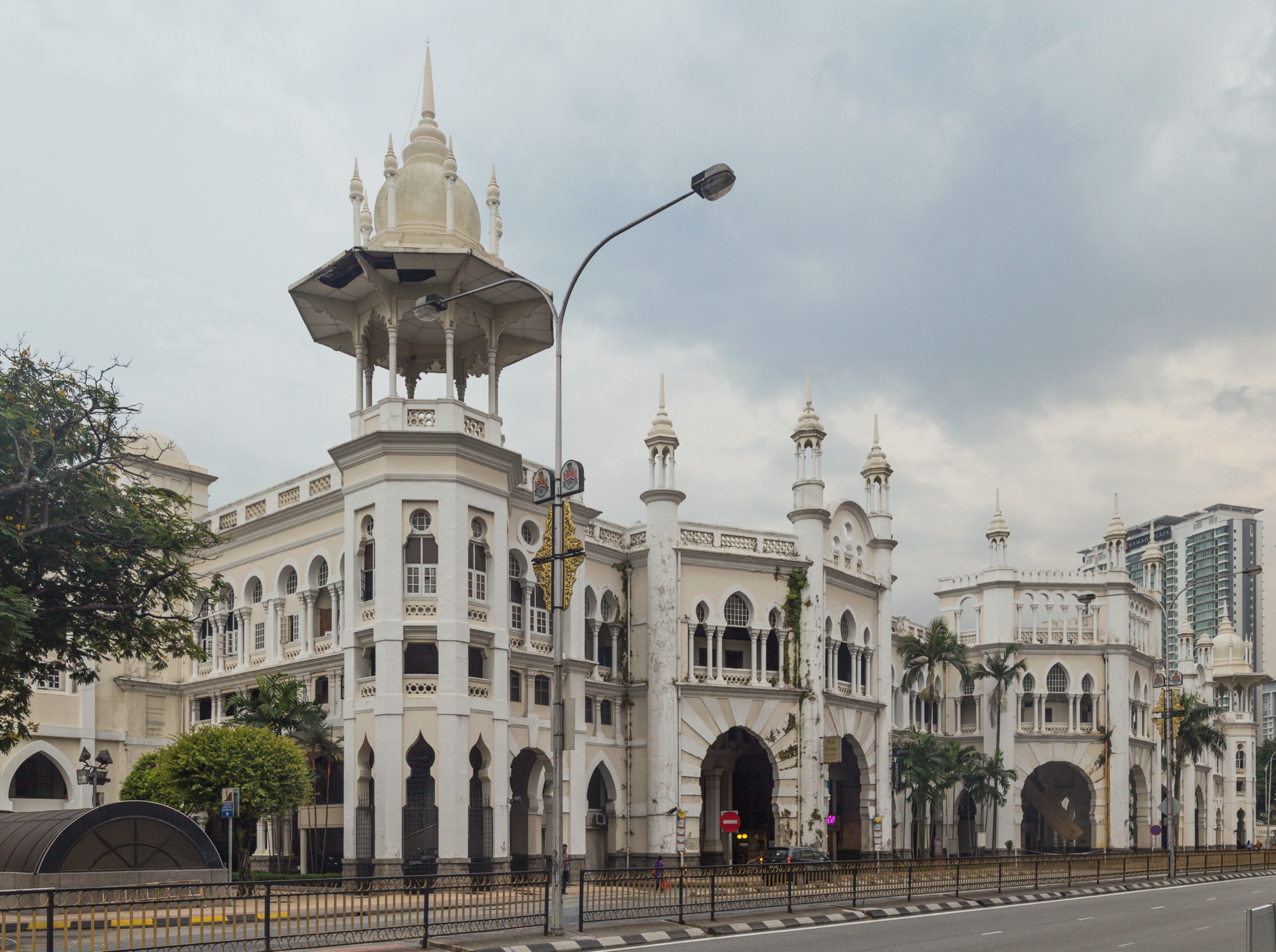
Stacja kolejowa Kuala Lumpur (Stesen keretapi Kuala Lumpur)
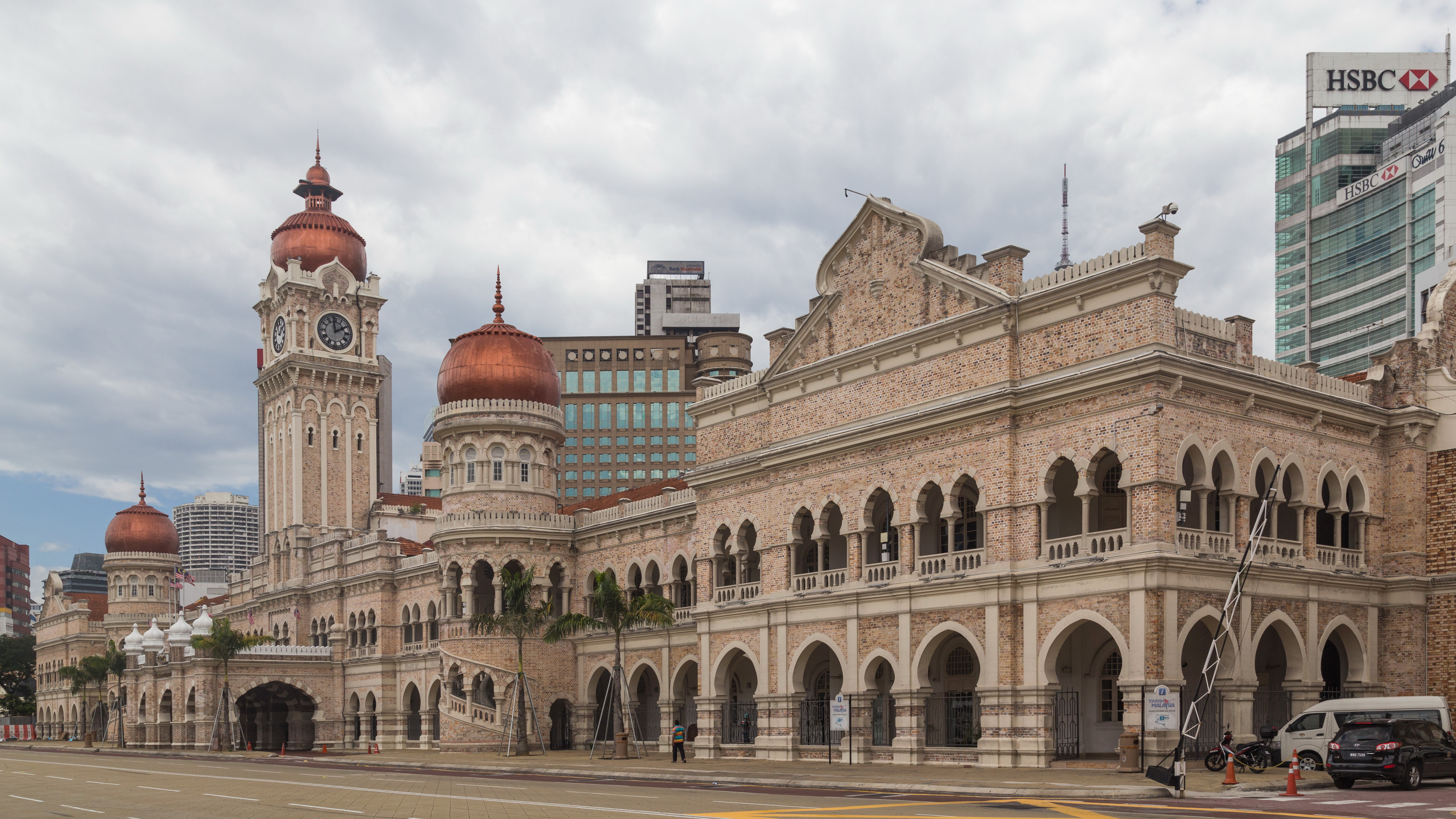
Budynek Sułtana Abdula Samada
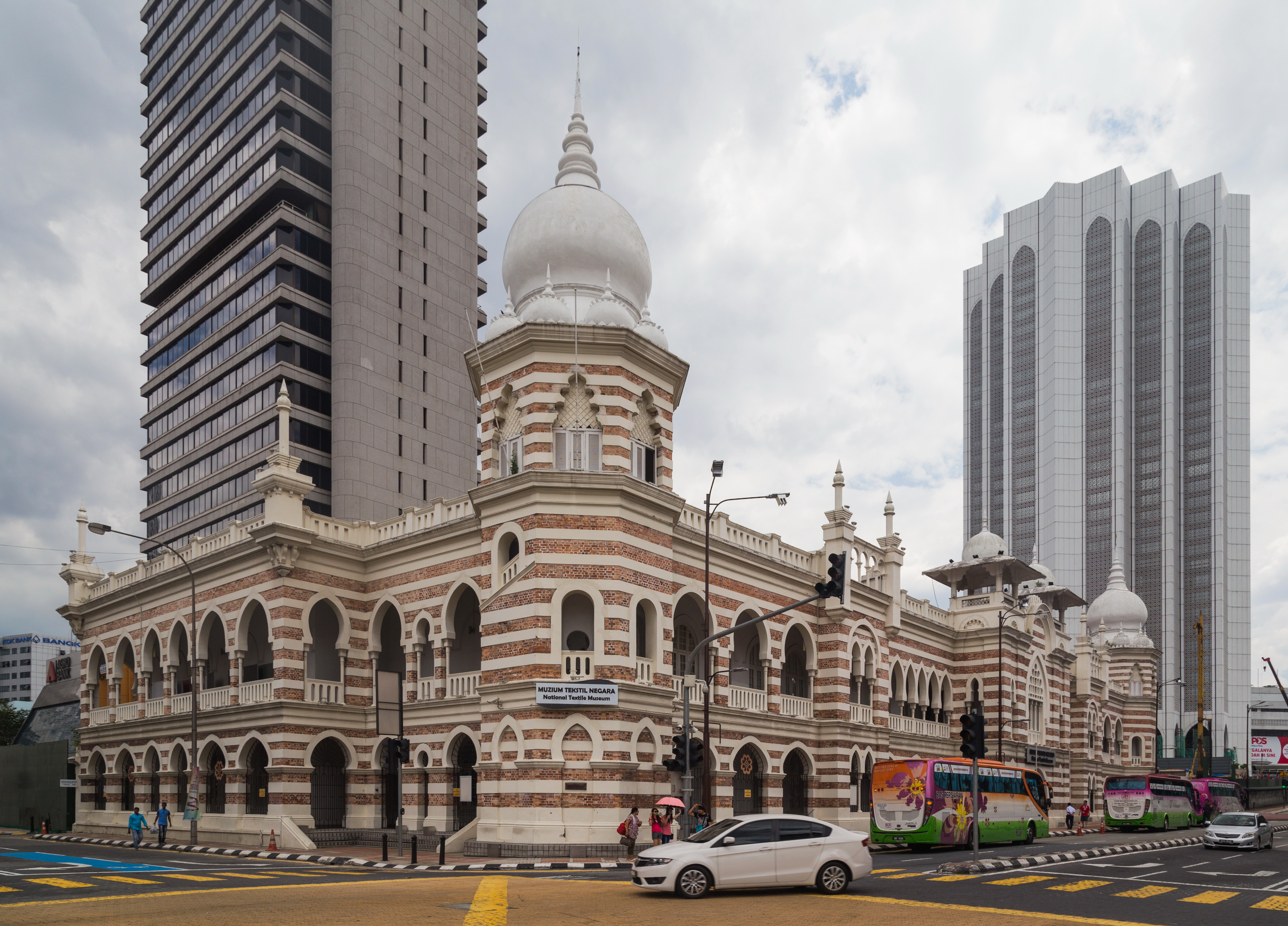
Narodowe Muzeum Włókiennictwa
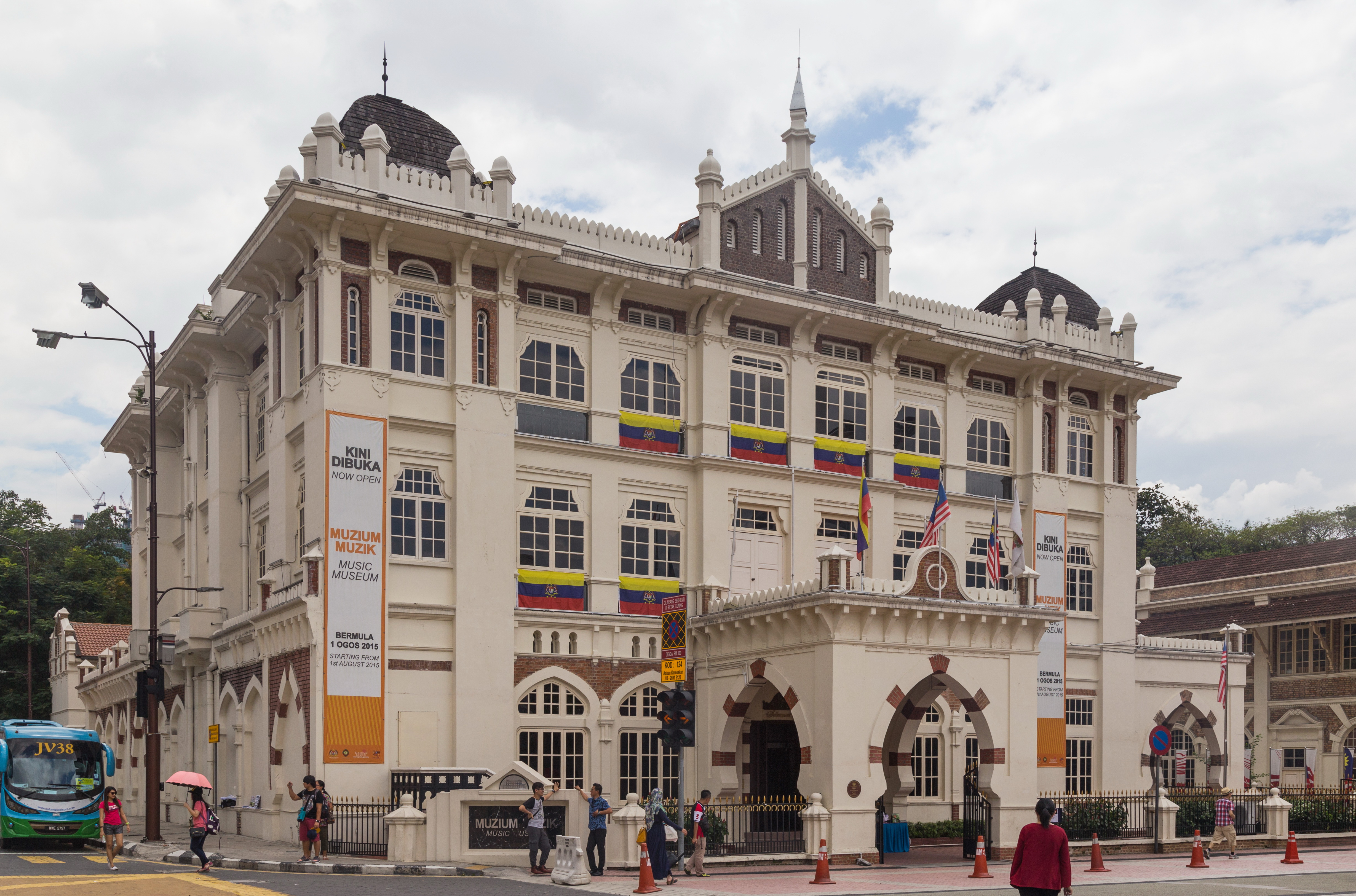
Muzeum Muzyki
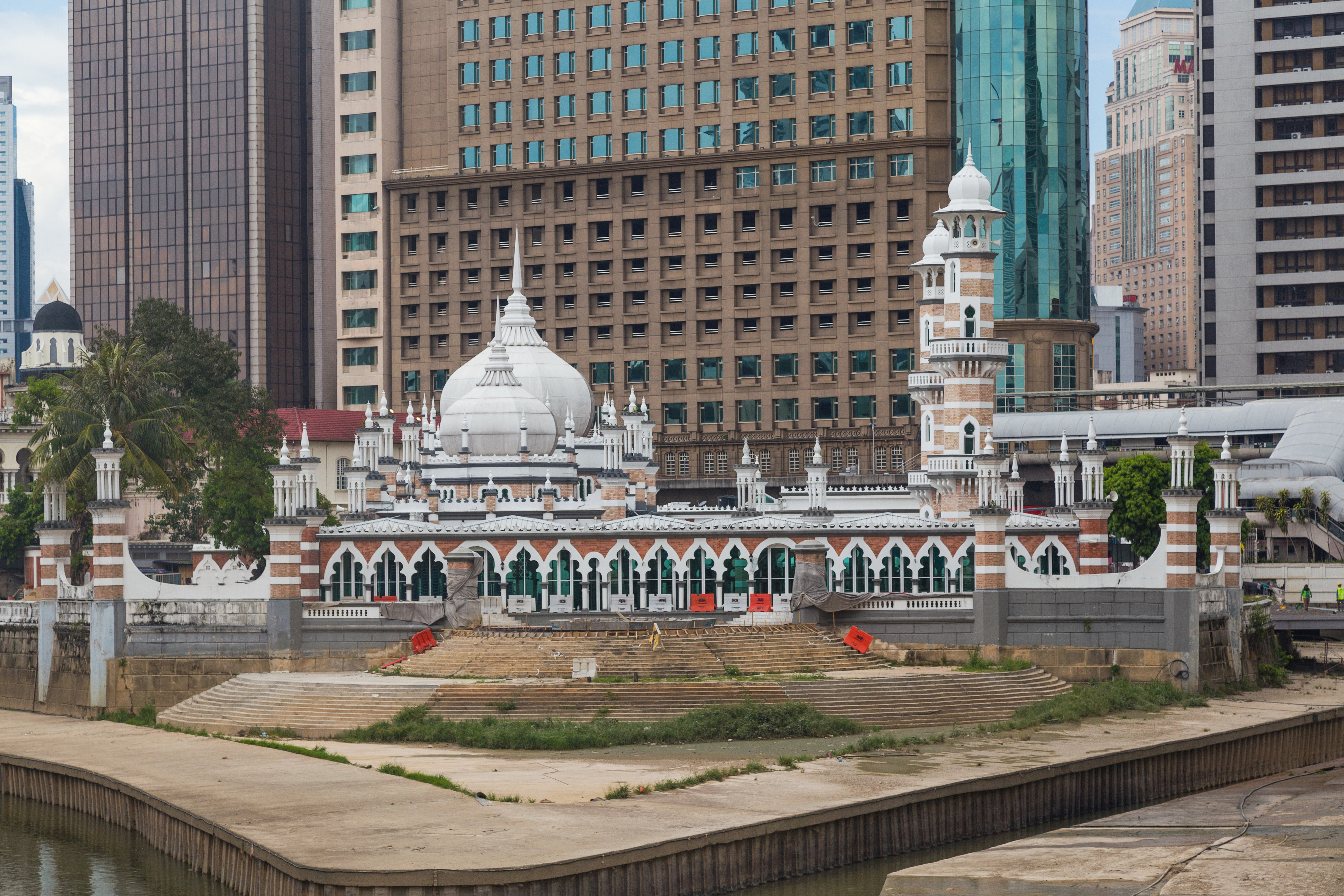
Meczet Jamek
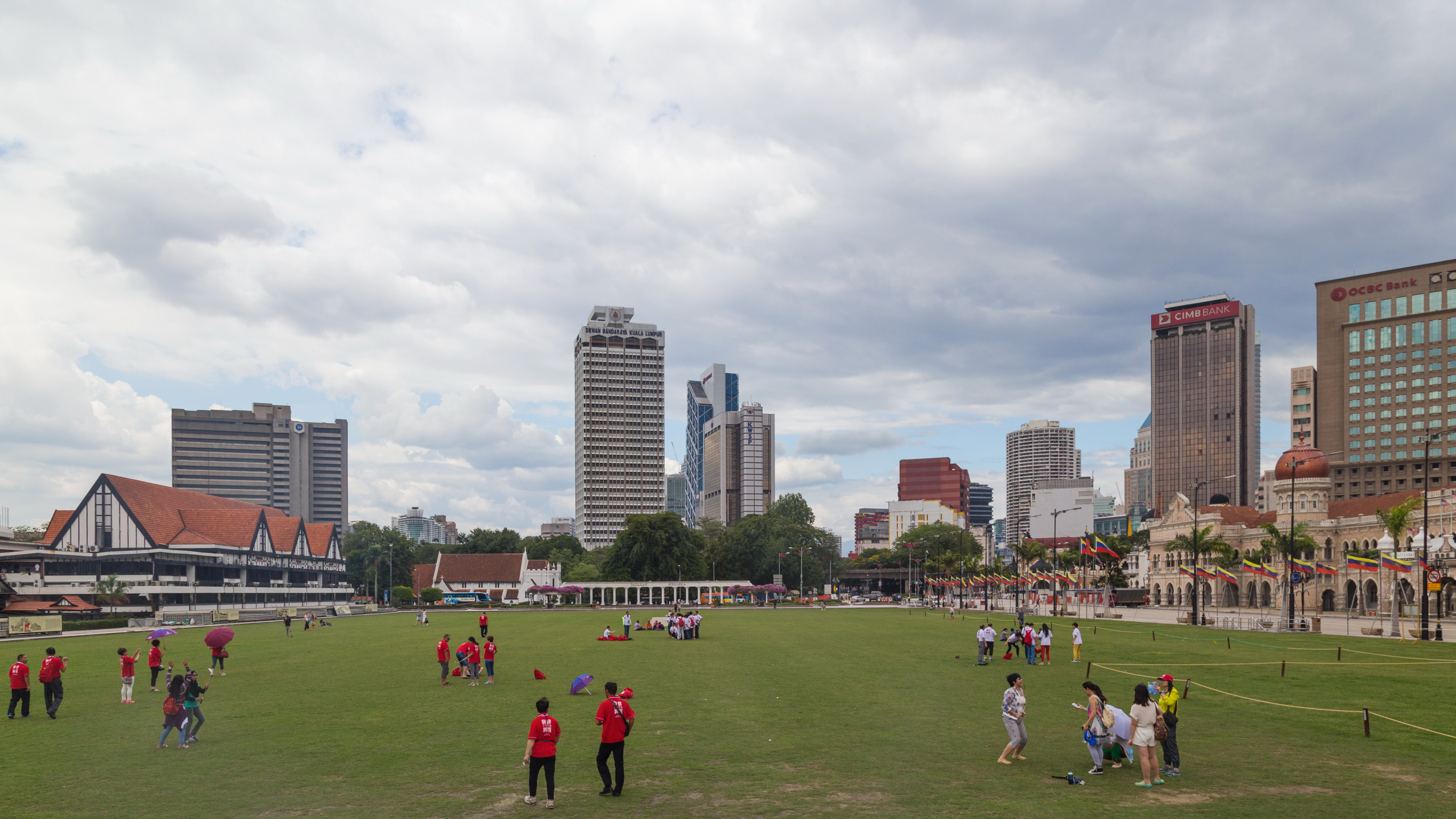
Plac Niepodległości (Dataran Merdeka)
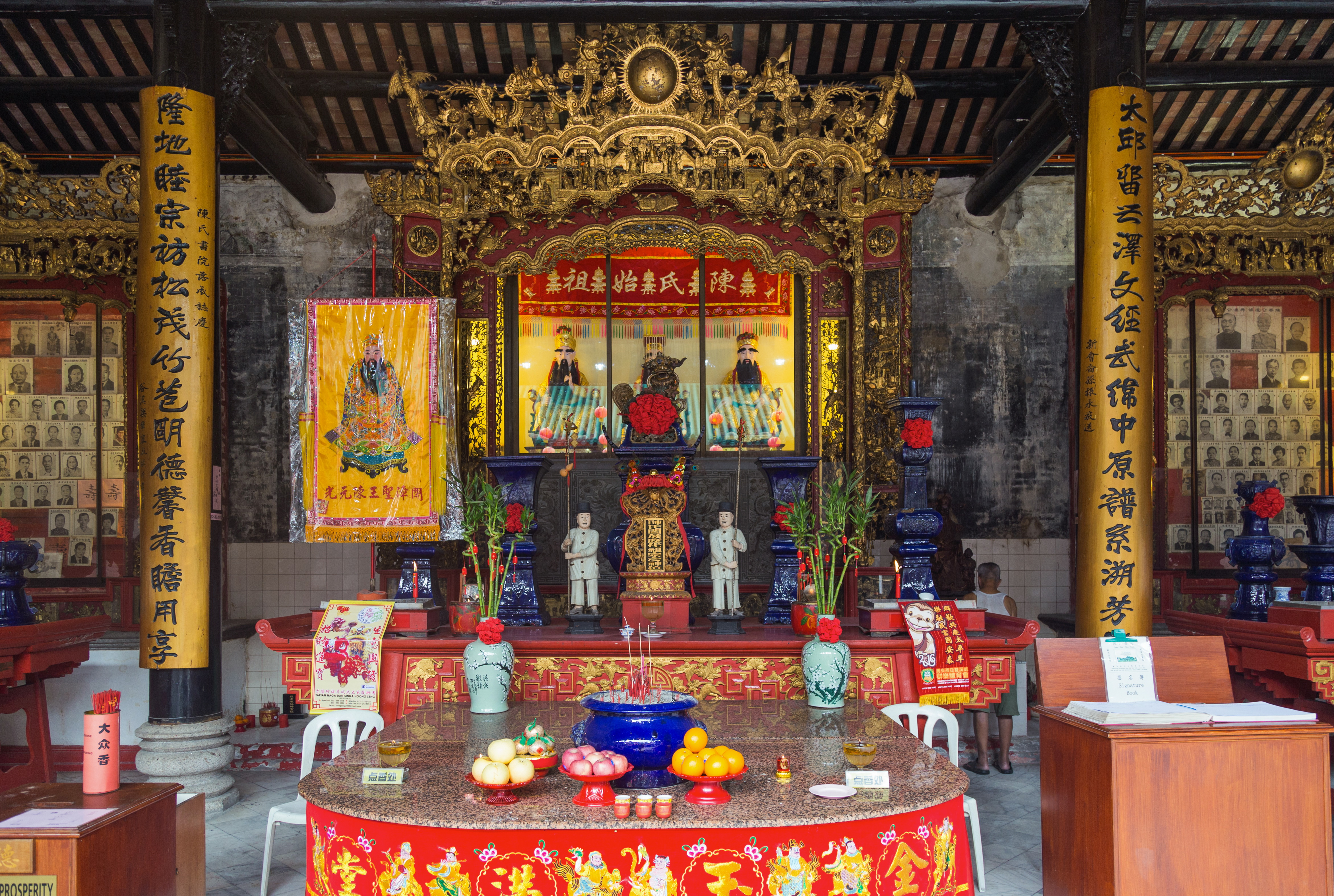
Chińska świątynia Chan She Shu Yuen
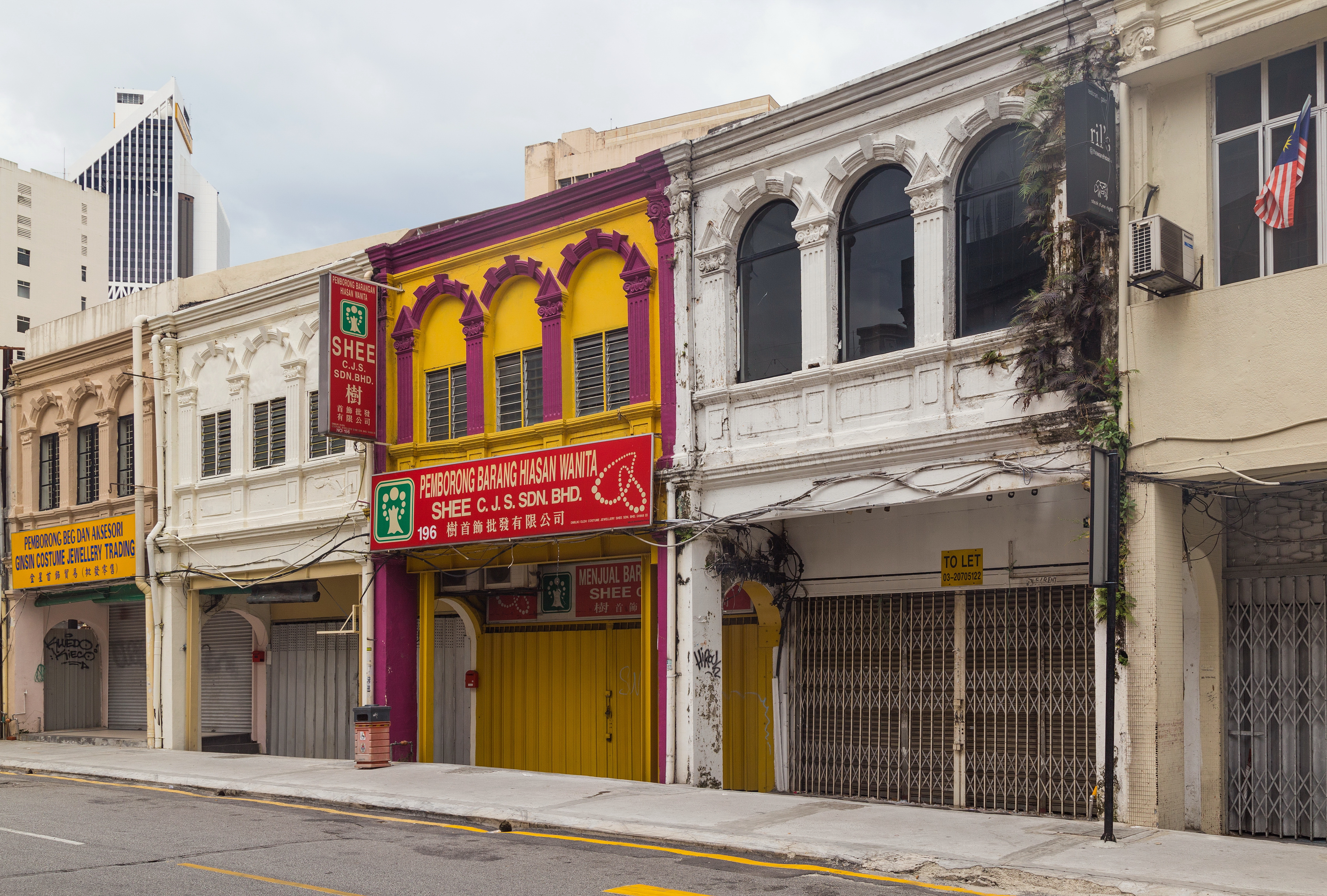
Tradycyjne domy-sklepy. Ulica Tun H S Lee
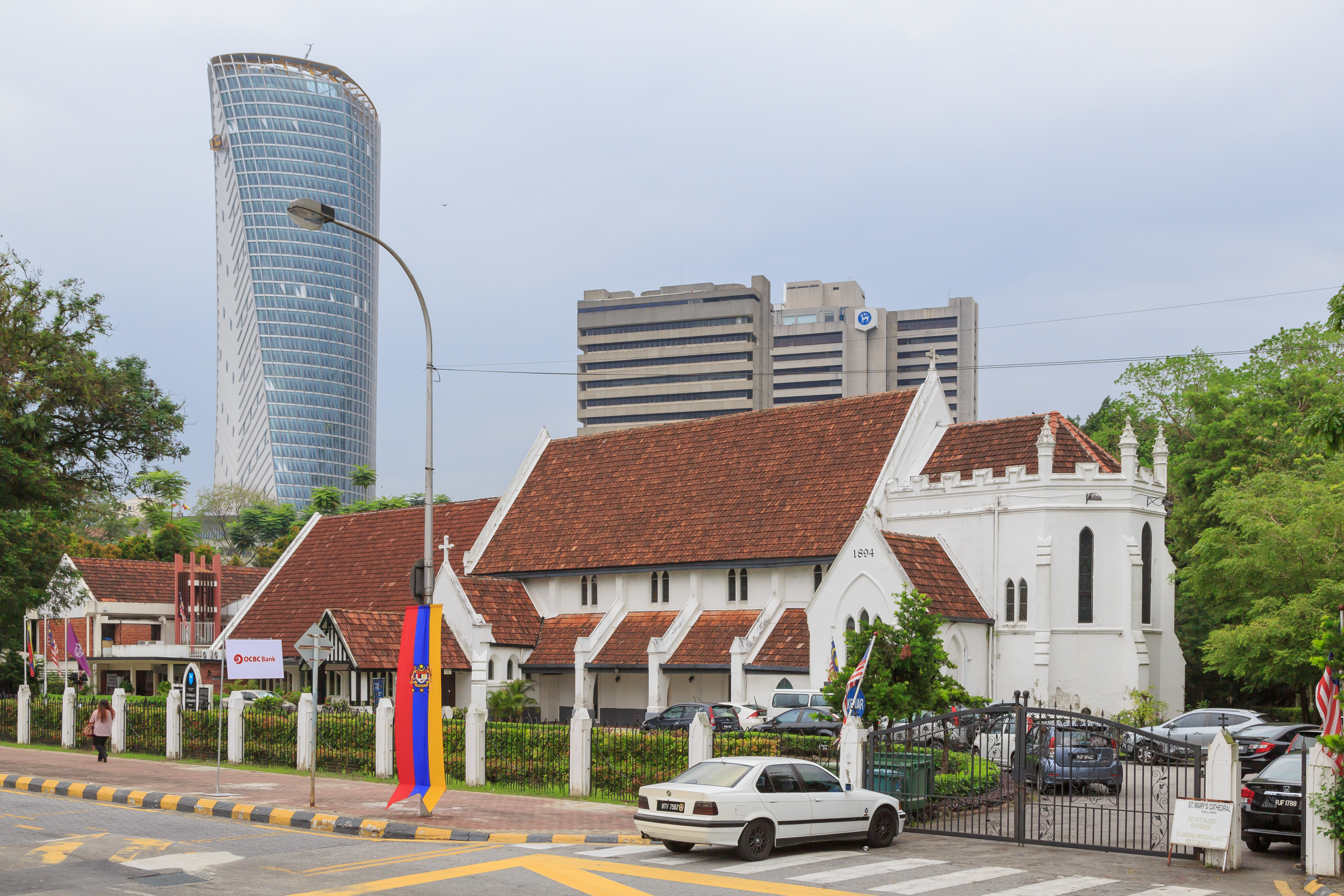
Katedra NMP
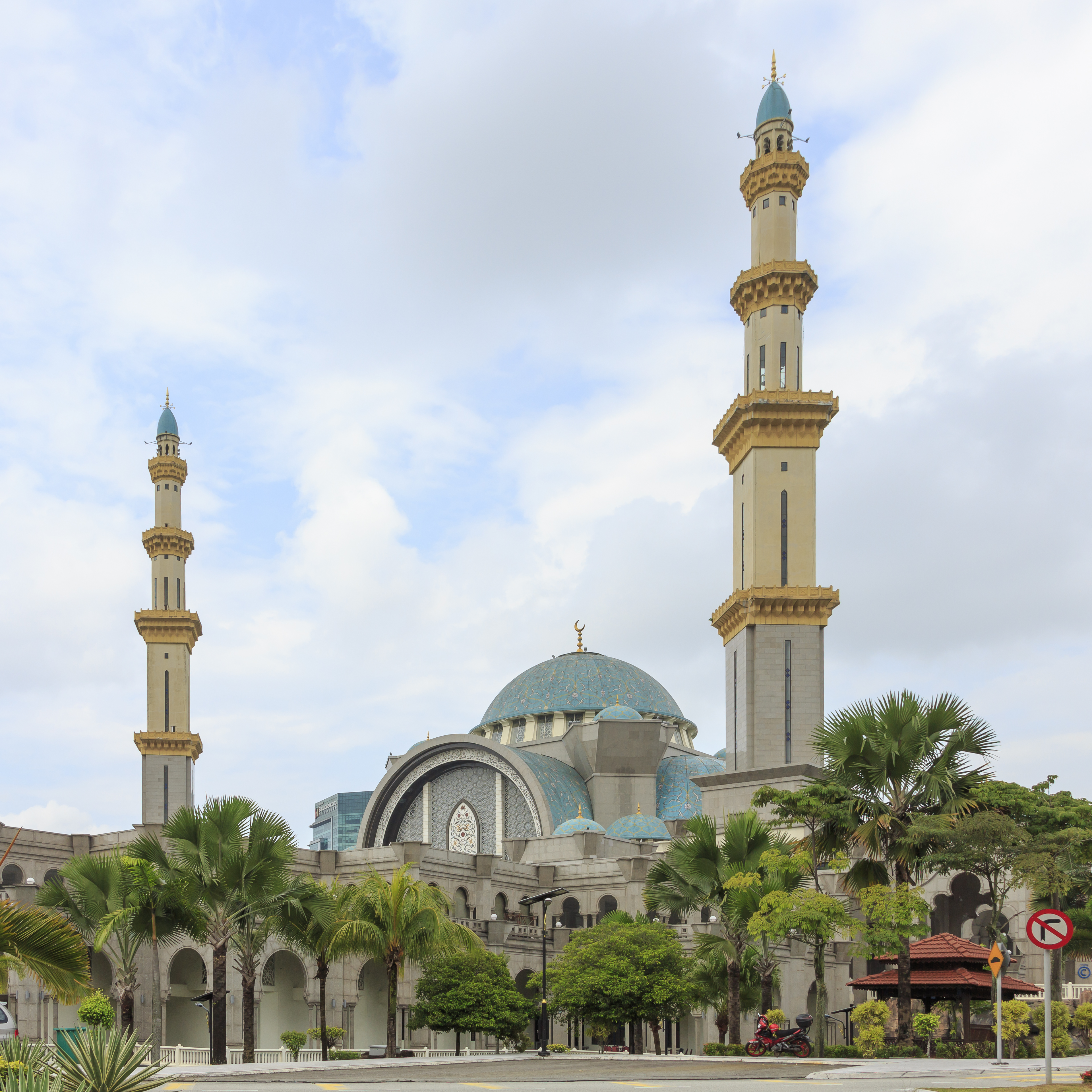
Meczet Wilayah Persekutuan
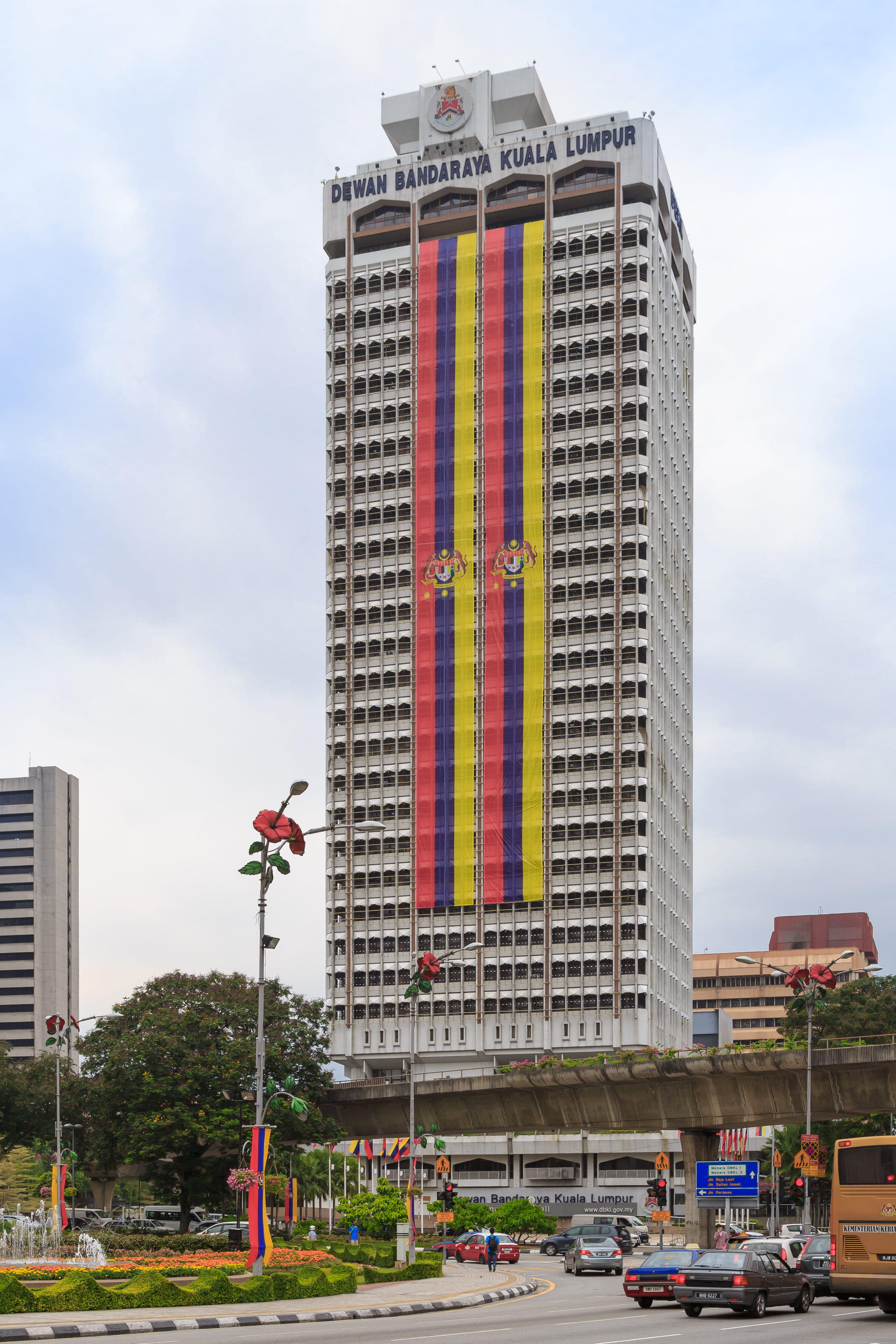
Ratusz
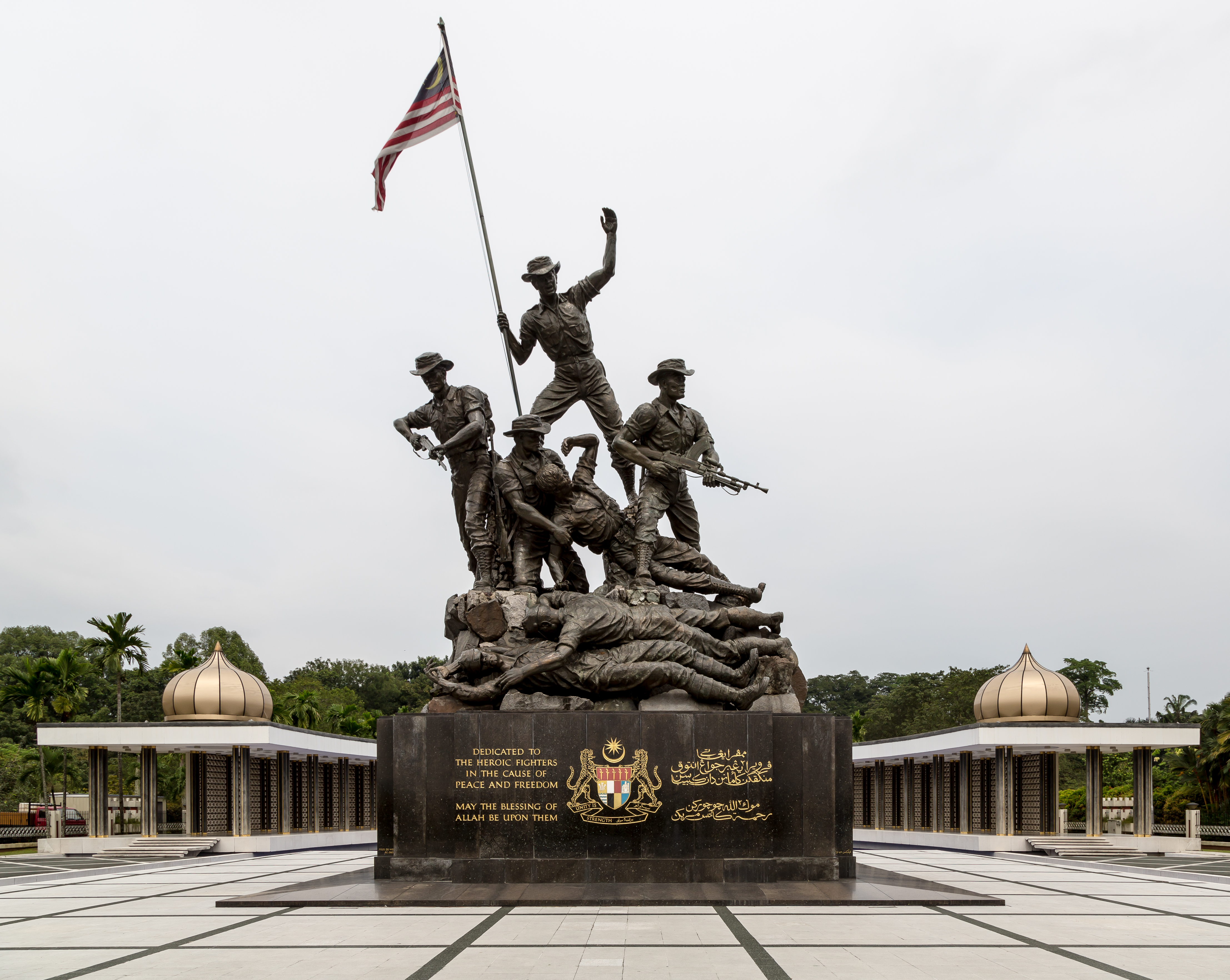
Tugu Negara
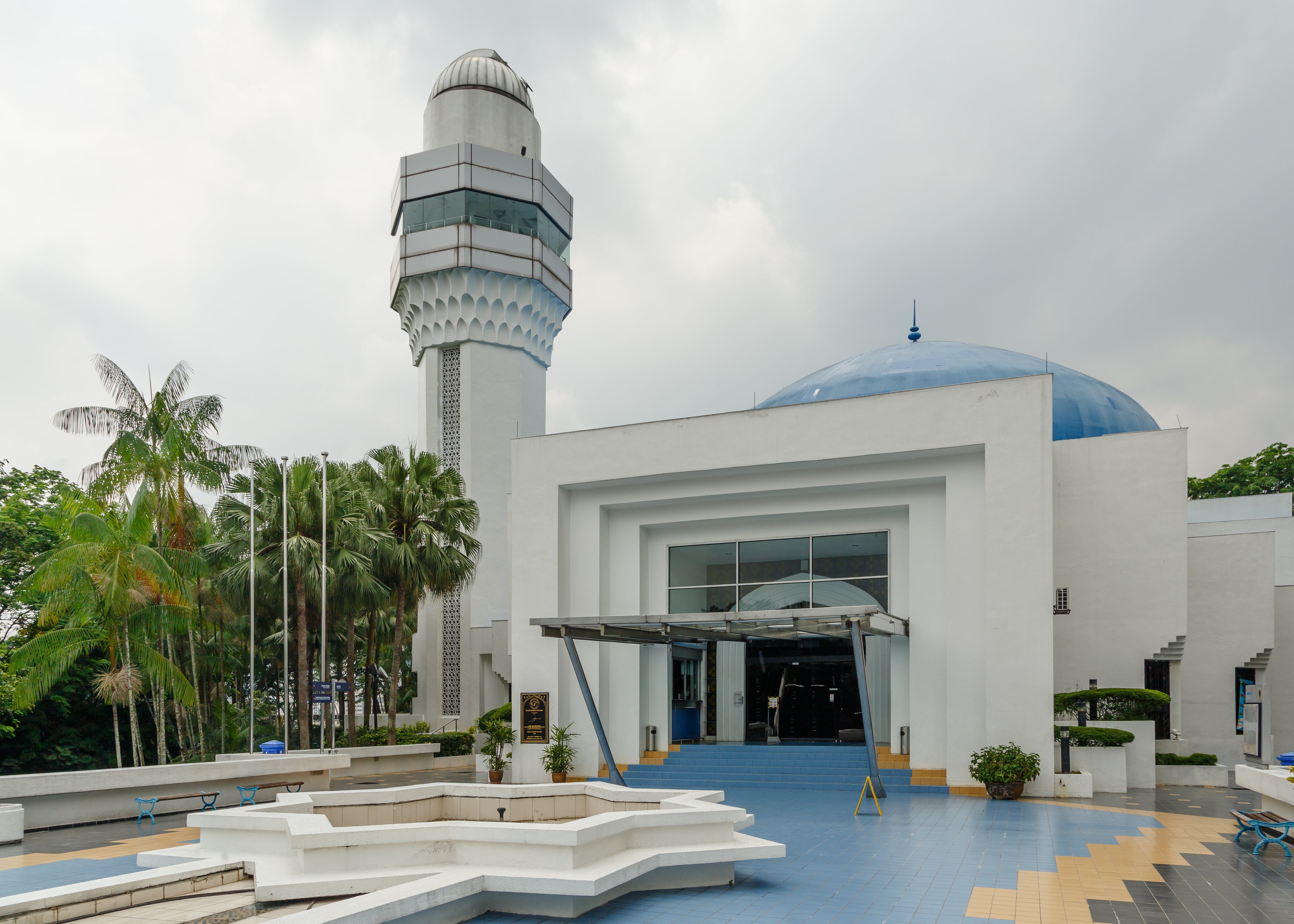
Planetarium Narodowe
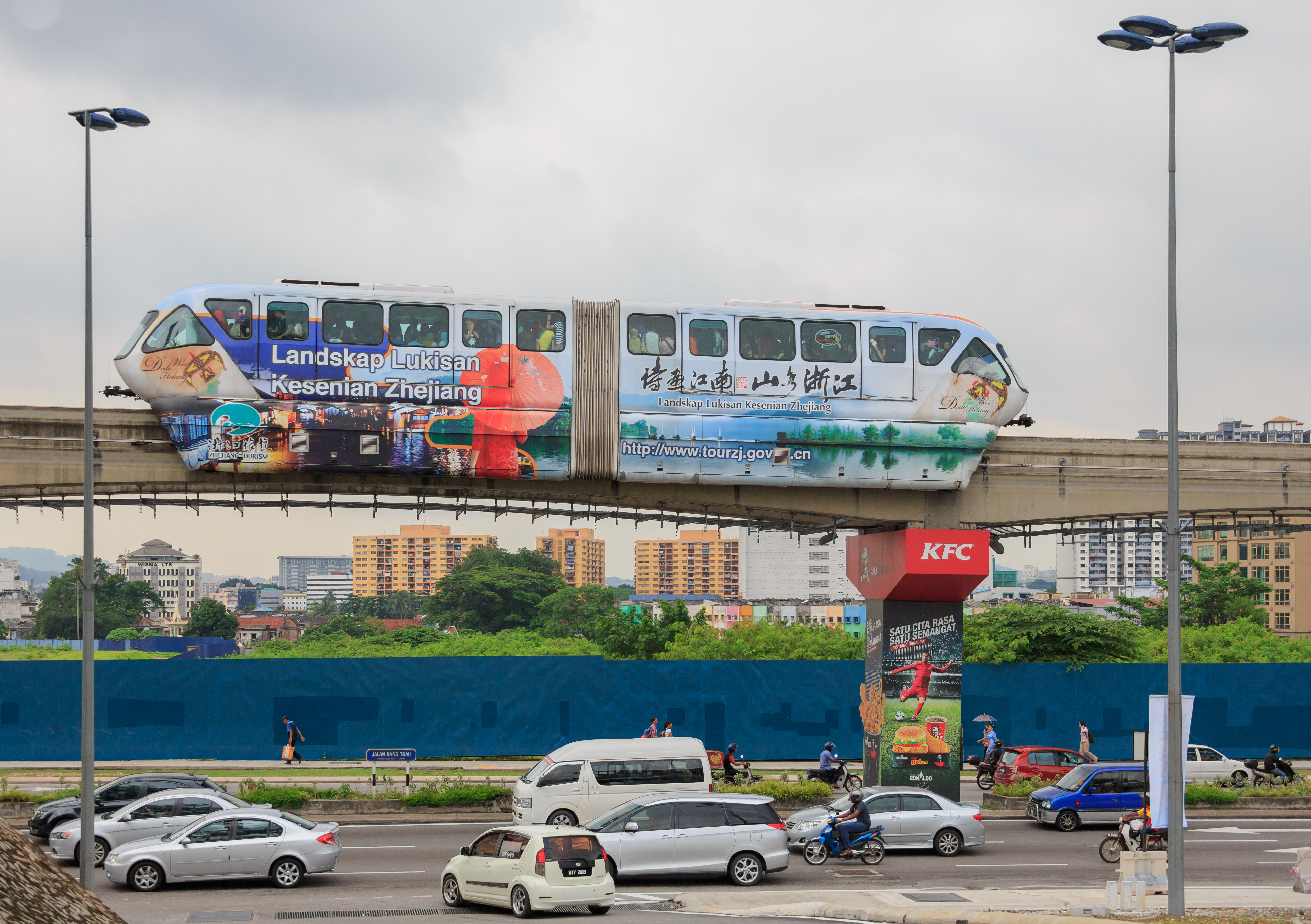
Kolejka Monorail

### Okolice miasta
- Jaskinie Batu znajdujące się 13 km na północ od Kuala Lumpur. W jednej z komór jaskiniowych ustawiona jest hinduistyczna świątynia. Inna część jaskini stanowi rezerwat przyrody i jest udostępniona do zwiedzania (za opłatą i tylko z przewodnikiem).
- Około 40 km na zachód od Kuala Lumpur znajduje się miasto Shah Alam, znane z miejskiego meczetu.
- 10 km od Shah Alam znajduje się miasto Klang, znane z lokalnej kuchni.
- Genting to miejscowość położona w górach okalających Kuala Lumpur. Znane jest ono zwłaszcza z licznych pól golfowych i kasyn.

## Sport
W latach 2010–2017 rozgrywany był tutaj kobiecy turniej tenisowy cyklu WTA Tour, BMW Malaysian Open.

## Miasta partnerskie
- Ankara, Turcja
- Isfahan, Iran
- Meszhed, Iran
- Malakka, Malezja